# Plesiomyzon
Genre
Plesiomyzon est un genre de poissons téléostéens de la famille des Gastromyzontidae et de l'ordre des Cypriniformes. Le genre Plesiomyzon est mono-typique, c'est-à-dire qu'il n'est composé que d'une seule espèce, Plesiomyzon baotingensis.

## Liste des espèces
Selon FishBase (16 juillet 2015)':
- Plesiomyzon baotingensis Zheng & Chen, 1980